# Shimen-Talsperre
Die Shimen-Talsperre (chinesisch 石門水庫, Pinyin Shímén Shuǐkù) (auch als Shihmen umgeschrieben) ist eine Talsperre in Taoyuan im Norden der Insel Taiwan. Sie beherbergt den drittgrößten Stausee der Insel.

## Konstruktionsgeschichte
Bereits zur Zeit der japanischen Herrschaft über Taiwan gab es Pläne, den Fluss Dahan im Norden Taiwans mittels einer Staumauer zur Wassergewinnung aufzustauen. Infolge des Ausbruchs des Zweiten Weltkriegs wurde das Projekt jedoch nicht ausgeführt. Im Jahr 1955 wurde das Projekt in Zusammenarbeit zwischen Taiwan und den USA neu in Angriff genommen. Die Bauarbeiten begannen im Jahr darauf und dauerten, durch einige geologisch bedingte Verzögerungen beeinträchtigt, neun Jahre. Am 14. Juni 1964 wurde das Bauwerk durch Chen Cheng, den Vize-Präsidenten der Republik China, eingeweiht.

## Kapazität und Nutzung
Der Shimen-Staudamm ist ein Steinschüttdamm. Der Stausee war ursprünglich für einen Gesamtstauraum von 309,12 Millionen m³ geplant. Im Laufe der Zeit verringerte sich die Kapazität infolge von Sedimentation allerdings erheblich und betrug im Jahr 2011 nur noch ca. 210 Millionen m³.
Der Stausee wird zur Stromerzeugung, landwirtschaftlichen Bewässerung und zur Trinkwasserversorgung im Gebiet der Städte Taipeh, Neu-Taipeh und Hsinchu sowie der Landkreise Taoyuan und Hsinchu genutzt. Darüber hinaus ist er als touristisches Ausflugsziel bekannt.

## Umweltprobleme
Die fortgeschrittene Entwaldung der umliegenden Hügellandschaft verursacht Bodenerosion und häufige Erdrutsche, die bisweilen von Unwettern und Taifunen verschlimmert werden. Das lose Gestein und die Erde entladen sich in den Shimen-See, der infolgedessen von starker Sedimentation betroffen ist. Der durch die Ablagerungen bedingte hohe Nährstoffgehalt des Wassers ermöglicht das Gedeihen von Algen (Eutrophierung), was sich negativ auf die Wasserqualität auswirkt. Um weiterer Sedimentation vorzubeugen, wurden entlang des Oberlaufs des Dahan-Flusses zahlreiche Staumauern konstruiert, um Gestein und Sand aus dem Wasser zu filtern. Im Shimen-See selbst wird versucht, die Masse der Ablagerungen durch Ausbaggern zu reduzieren.

## Galerie

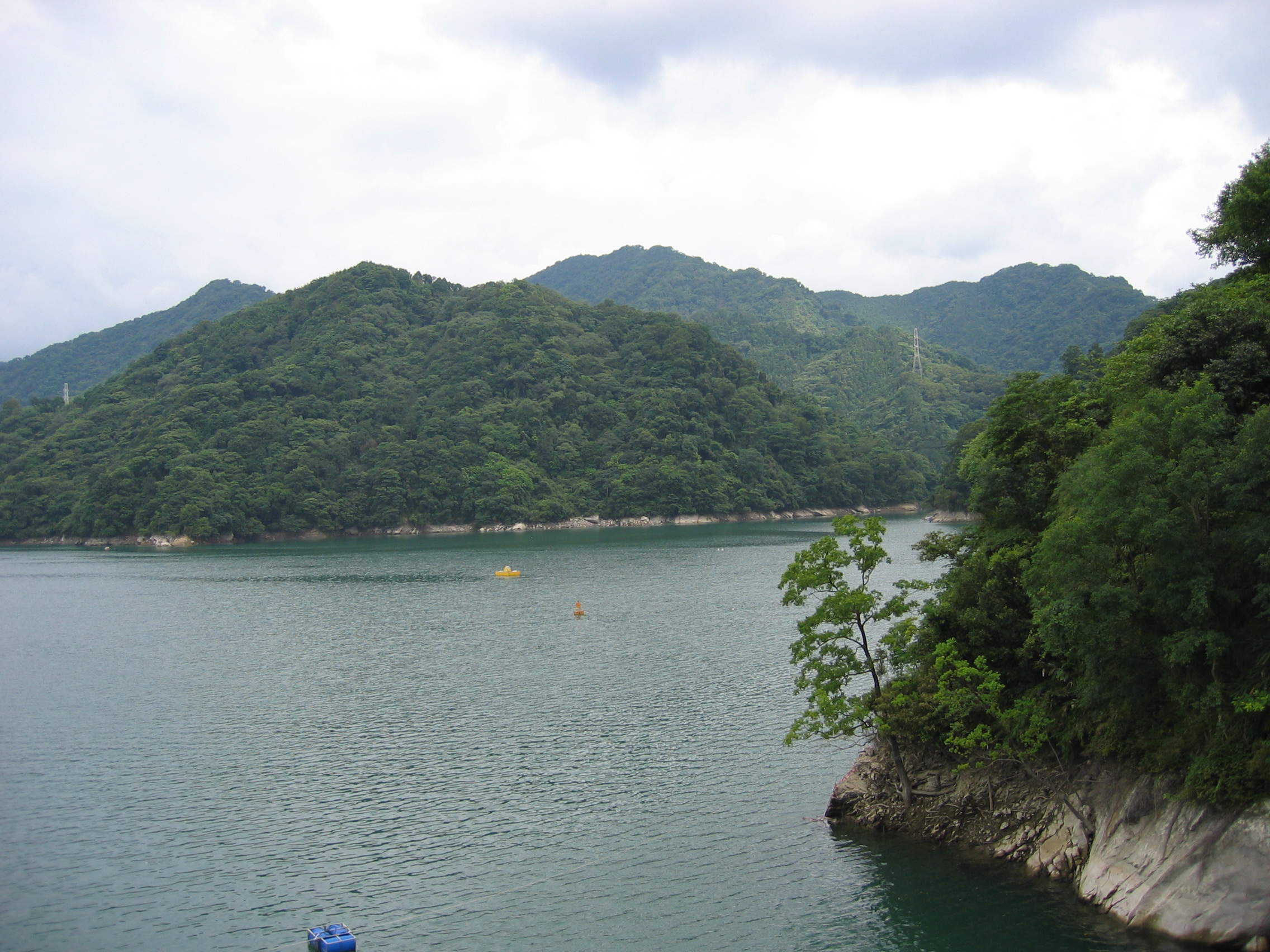
Blick auf die Seefläche
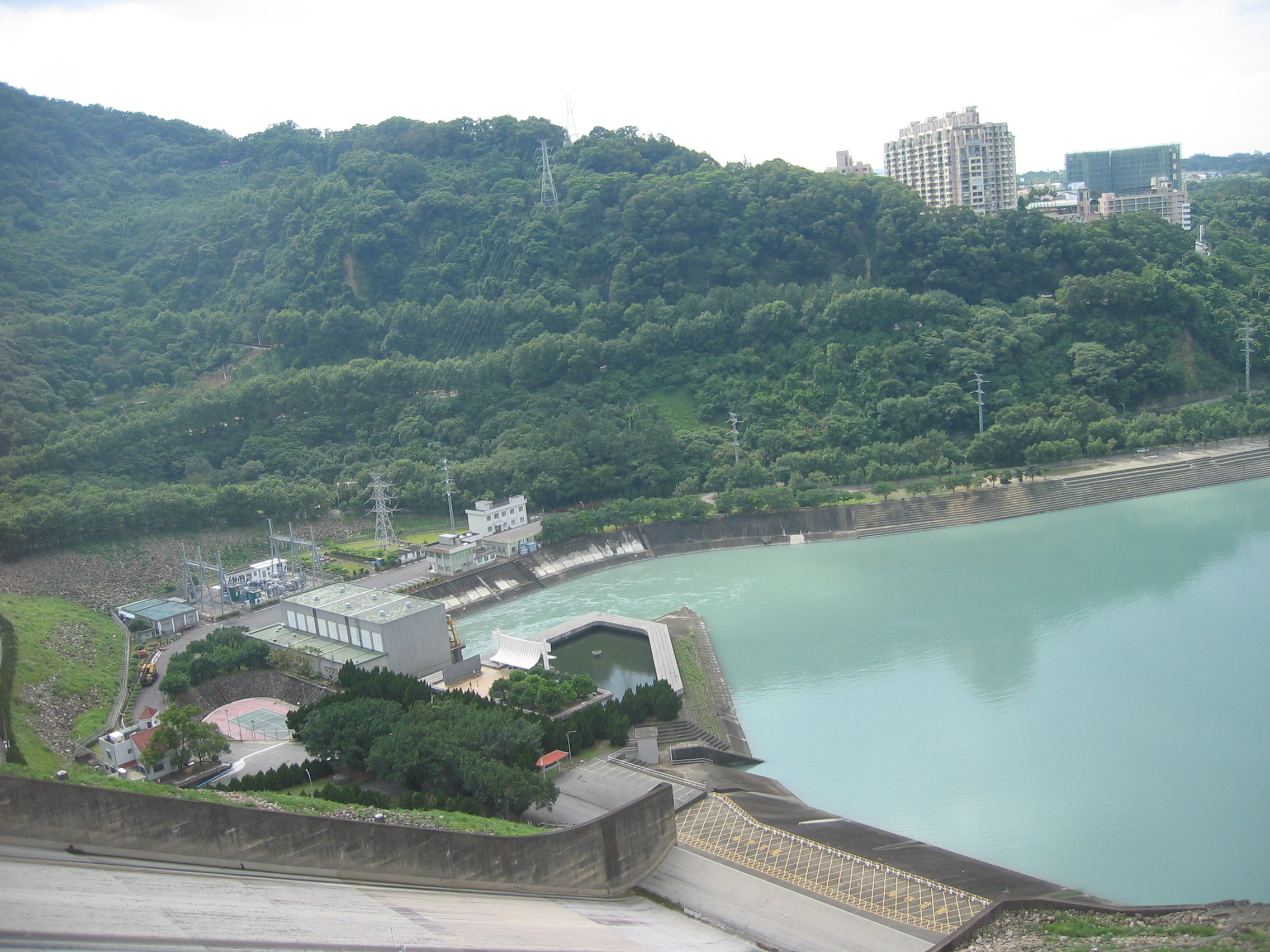
Blick von der Ostseite des Überfalls
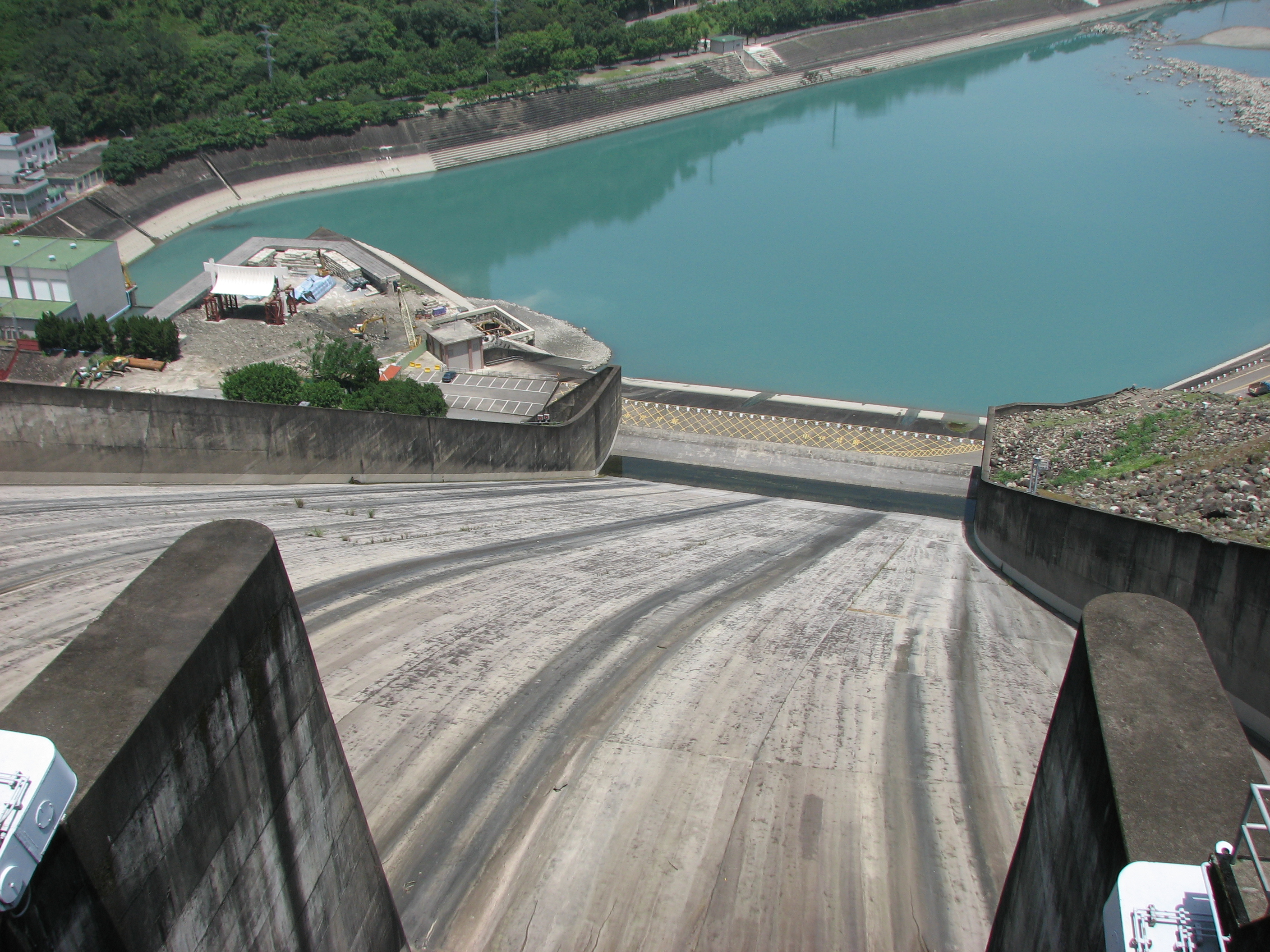
Blick vom Überfall hinab